# Magnolia (Missisipi)
Magnolia – miasto w Stanach Zjednoczonych, w stanie Missisipi, siedziba administracyjna hrabstwa Pike.